# Rabi Akiva
Akiva ben Josif (hebr. עֲקִיבָא בֶּן יוֹסֵף, oko 50–135 CE) takođe poznat kao Rabi Akiva (רַבִּי עֲקִיבָא), bio je vodeći jevrejski učenjak i mudrac, tanaj, iz kasnijeg dela prvog veka i početka drugog veka. Rabi Akiva je bio vodeći doprinosilac Mišni i Midraš halahi. Njemu se isto tako ponekad pridaju zasluge za uređivanje Abrahamske verzije Sefer Jecira, jednog od centralnih tekstova jevrejskog misticizma.U Talmudu ga nazivaju Roš la-Hahamom „vrhovnim mudracem”. Pogubili su ga Rimljani nakon pobune Bar Kohbina.

## Biografija

### Rane godine
Akiva ben Josif (עקיבא aqívā u vavilonskom Talmudu i עקיבה aqívāh u jerusalemskom Talmudu) bio je skromnog porekla. Nekoliko izvora, najraniji od kojih je zabeležen u 10. veka, sugerišu da je bio potomak preobraćenika u judaizam.
Kada se Akiva oženio ćerkom Ben Kalbe Sabua, bogatog građanina Jerusalema, Akiva je bio neobrazovani pastir koji je radio za Ben Kalba Sabua. Ime njegove supruge nije navedeno u ranijim izvorima, ali kasnija verzija tradicije pominje ime Rejčel. Ona je odano stojala uz svog muža tokom perioda njegovih kasno započetih rabinskih studija, kad je već imao 40 godina i tokom koga se Akiva posvetio proučavanju Tore.
Drugačija tradicija govori da je Akiva u svojoj 40. godini pohađao akademiju svog rodnog grada Loda, kojim je predsedavao Elizer ben Urkanos. Urkanos je bio komšija Josefa, Akivinog oca. Činjenica da je Elizer bio njegov prvi učitelj i jedini koga je Akiva kasnije imenovao „rabinom”, od značaja je za utvrđivanje datuma Akivinog rođenja. Te legende navode da je početak njegovih godina studiranja bio oko 75–80.
Pored Elizera, Akiva je studirao kod Džošue ben Hananija i Nahuma Iš Gamzua. On je bio je ravnopravan sa Gamalielom II, koga je upoznao kasnije. Rabi Tarfon smatran je jednim od Akivinih učitelja, ali učenik je nadmašio svog učitelja, i Tarfon je postao jedan od najvećih Akivinih poklonika. Akiva je ostao u Lodu sve dok je Elizer tamo stanovao, a potom je svoju školu preselio u Beneberak. Akiva je jedno vreme živeo i u Zifronu, današnjem Zafranu, u blizini Hame.

### Brak
Prema Talmudu, Akiva je bio pastir za Ben Kalba Sabua kada je njegova ćerka primetila njegovu skromnost i fine karakterne osobine. Ponudila mu je da se uda za njega ako pristane da počne da uči Toru, pošto je u to vreme imao 40 godina i bio je nepismen. Kada je njen otac saznao da je bila tajno verena za neučenog čoveka, razbesneo se. Isterao je ćerku iz kuće, zaklevši se da joj nikada neće pomoći dok joj je Akiva ostao muž. Akiva i njegova žena živeli su u tolikom siromaštvu da su slamu koristili za krevet. Talmud priča da je jednom prorok Ilija uzeo masku siromaha i došao na njihova vrata da izmoli malo slame za krevet za svoju ženu nakon što se porodila. Kada su Akiva i njegova žena videli da ima ljudi još siromašnijih od njih, Rejčel mu je rekla: „Idi i postani učenjak“.

## Izabrane legende
Kada se Mojsije uzdigao na nebo, ugledao je Boga okupiranog pravljenjem malih kruna za slova Tore. Na njegovo pitanje šta bi to moglo biti, dobio je odgovor: „Doći će čovek po imenu Akiva ben Josif, koji će izvesti halakhot iz svake male krivine i krune slova Zakona.” Mojsijev zahtev da mu se dozvoli da vidi ovog čoveka je odobren; ali on je postao veoma prestrašen dok je slušao Akivino učenje; jer on to nije mogao da razume. Međutim, Mojsijev duh je oživeo kada je učenik pitao Akivu u izvoru zakona, a Akiva je odgovorio „Mojsijev zakon na Sinaju”. Ova priča daje sliku aktivnosti Akive kao oca talmudskog judaizma.
Tinjus Rufus je pitao: „Koje je lepše - Božje delo ili čovečiji?” Akiva je odgovorio: „Bez sumnje je čovekovo delo bolje, jer dok nas priroda po Božjoj naredbi snabdeva samo sirovinom, ljudska veština nam omogućava da razradimo isto u skladu sa zahtevima umetnosti i dobrog ukusa.” Rufus se nadao da će svojim čudnim pitanjem dovesti Akivu u ugao; očekivajući sasvim drugačiji odgovor, on je nameravao da natera Akivu da prizna poročnost obrezivanja. Potom je postavio pitanje: „Zašto Bog nije stvorio čoveka upravo onakvim kakav je želeo da bude?” Akiva je imao spreman odgovor: „Iz samog razloga, što je dužnost čoveka da se usavrši.”
Agada objašnjava kako je Akiva, na vrhuncu svog životnog veka, započeo svoje rabinske studije. Legendarna aluzija na ovu promenu u Akivinom životu napravljena je u dva blago različita oblika. Verovatno je stariji od njih sledeći: „Akiva, primetivši kamen na bunaru koji je bio izdubljen kapljicama iz kanti, reče: Ako ove kaplje mogu neprekidnim delovanjem, prodreti kroz ovaj čvrsti kamen, koliko li mnogo više može uporna Božja reč prodreti u gipko, mesnato ljudsko srce, ako ta reč bude predstavljena sa strpljivim insistiranjem.”
Akiva podučavao hiljade studenata. Jednom prilikom je dvadeset i četiri hiljade njegovih učenika umrlo od kuge. Njegovih pet glavnih učenika bili su Juda bar Ilaj, Rabi Mejr, rabin Elizar ben Šamuja, Jose ben Halafta i Šimon bar Jočaj.

## Literatura
- Froom, Le Roy Edwin (1948). Pre-Reformation and Reformation Restoration, and Second Departure (PDF). The Prophetic Faith of our Fathers: The Historical Development of Prophetic Interpretation. 2. Washington, DC: The Review and Herald Publishing Association. стр. 863.
- Rothenberg, Naftali, Rabbi Akiva's Philosophy of Love, New York, Palgrave-Macmillan, 2017.
- Aleksandrov, G. S. "The Role of Aqiba in the Bar Kochba Rebellion." In Eliezer ben Hyrcanus, Vol. 2, by Jacob Neusner. Leiden, Netherlands: E.J. Brill, 1973.
- Finkelstein, Louis. Akiba: Scholar, Saint, and Martyr. New York: Covici, Friede, 1936.
- Ginzberg, Louis. "Akiba" In Jewish Encyclopedia, vol. 1. New York: Funk and Wagnalls, 1912.
- Goldin, Judah. "Toward a Profile of a Tanna, Aqiba ben Joseph." Journal of the American Oriental Society 96 (1976): 38-56.
- Lau, Binyamin. The Sages, Volume III: The Galilean Period. Jerusalem: Maggid Books, 2013.
- Neusner, Jacob, ed. Studies in Judaism in Late Antiquity. Vol. 20, The Jews Under Roman Rule: From Pompey to Diocletian, by E. Mary Smallwood. Leiden, Netherlands: E. J. Brill, 1976.